# Mundrabilla (meteorito)
Mundrabilla é o maior meteorito de ferro da Austrália, pesando 12,192 toneladas. Primeiramente, foi encontrado um fragmento de 112 g por Harry Kent em 1911. Depois uma parte foi encontrada por dois pesquisadores topográficos em Mundrabilla em 1966, formando metade da "Massa de Mundrabilla". A outra parte pesa 5,08 toneladas, estimando-se que as duas partes tenham caído na Terra há um milhão de anos.

## Supercondutividade
Os meteoritos podem conter uma ampla gama de fases do material devido aos ambientes extremos encontrados no espaço. Devido à sua natureza quimicamente não homogênea e às minúsculas fases supercondutoras, a detecção da renderização se torne difícil. Usando a técnica ultrassensível de espectroscopia de microondas modulada por campo magnético (MFMMS), pesquisadores descobriram a presença de material supercondutor em dois meteoritos: Mundrabilla e GRA 95205. Mundrabilla é um meteorito rico em sulfeto de ferro de uma classe formada após a fusão em núcleos asteróides e o resfriamento muito lentamente. Os cientistas caracterizaram as fases do meteorito como ligas de chumbo, estanho e índio.